# Nathanja Hüttenmeister
Nathanja Hüttenmeister (* 1967 in Münster) ist eine deutsche Judaistin.

## Leben
Hüttenmeister ist die Tochter des Judaisten Frowald Gil Hüttenmeister und studierte ebenfalls Judaistik, Islamwissenschaft, Arabistik und Geschichte in Tübingen, Berlin und Jerusalem. Sie forscht schwerpunktartig zu jüdischen Friedhöfen. 1998 bis 2002 arbeitete sie als Wissenschaftliche Mitarbeiterin im DFG-Projekt Germania Judaica IV an der Gerhard-Mercator-Universität Duisburg, ab 2002 an der Heinrich-Heine-Universität Düsseldorf, bevor sie 2003 als Wissenschaftliche Mitarbeiterin an das Salomon Ludwig Steinheim-Institut für deutsch-jüdische Geschichte an der Universität Duisburg-Essen wechselte. Hier hatte sie schon von 1996 bis 1998 frei mitgearbeitet. Aktuell befasst sie sich überwiegend mit Epigraphik und Memorbüchern.

## Schriften
- Der jüdische Friedhof Laupheim, Laupheim 1998, ISBN 3-00-003527-3
- mit Christine E. Müller: Umstrittene Räume: Jüdische Friedhöfe in Berlin. Große Hamburger Straße und Schönhauser Allee, Metropol, Berlin 2005, ISBN 978-3-936411-55-3 (minima judaica; Bd. 5)
- Der jüdische Friedhof von Sondershausen, Schlossmuseum Sondershausen (Hrsg.), Dresden 2006 (Juden in Schwarzburg, Bd. 2; Sondershäuser Kataloge IV)
- Der jüdische Friedhof Ansbach, Bez. Mittelfranken, Ansbach 2008
- Jüdischer Friedhof Ahaus, Salomon-L.-Steinheim-Inst., Duisburg 2010
- mit Dan Z. Bondy: Beispiele jüdischer Grabkultur. Über 900 Grabsteine birgt der „Gute Ort“. In: Gesellschaft für christlich-jüdische Zusammenarbeit Bayreuth (Hg.): Jüdisches Bayreuth, Bayreuth 2010, S. 161–165, ISBN 978-3-925361-81-4